# Bolesławów

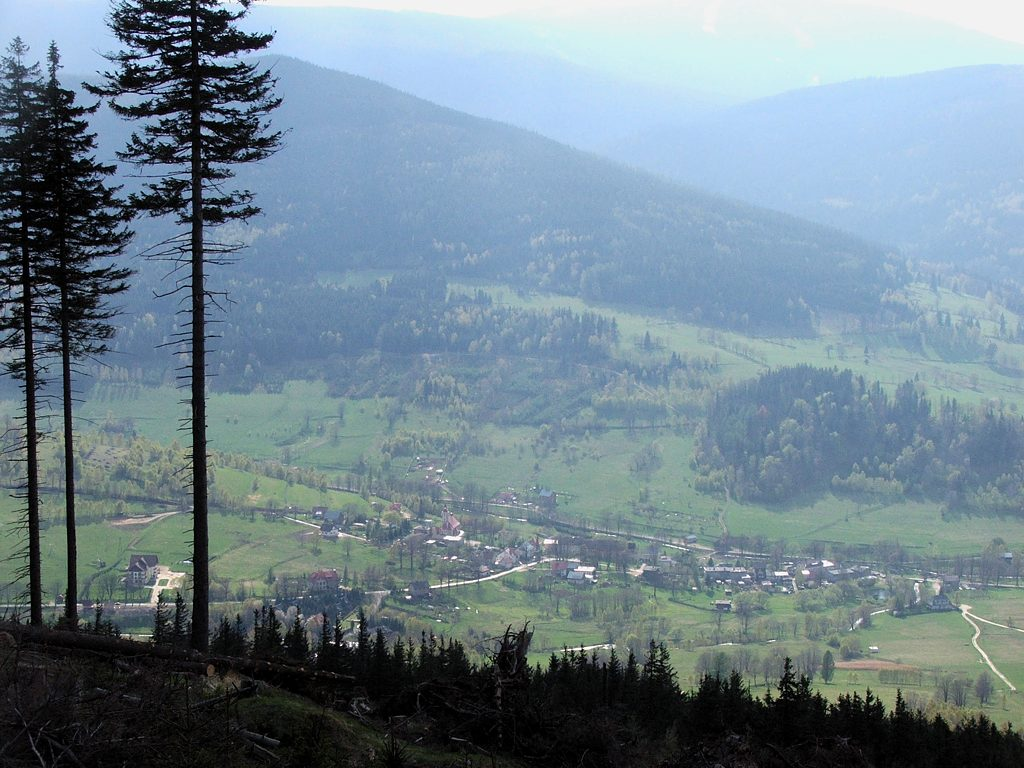
Gesamtansicht

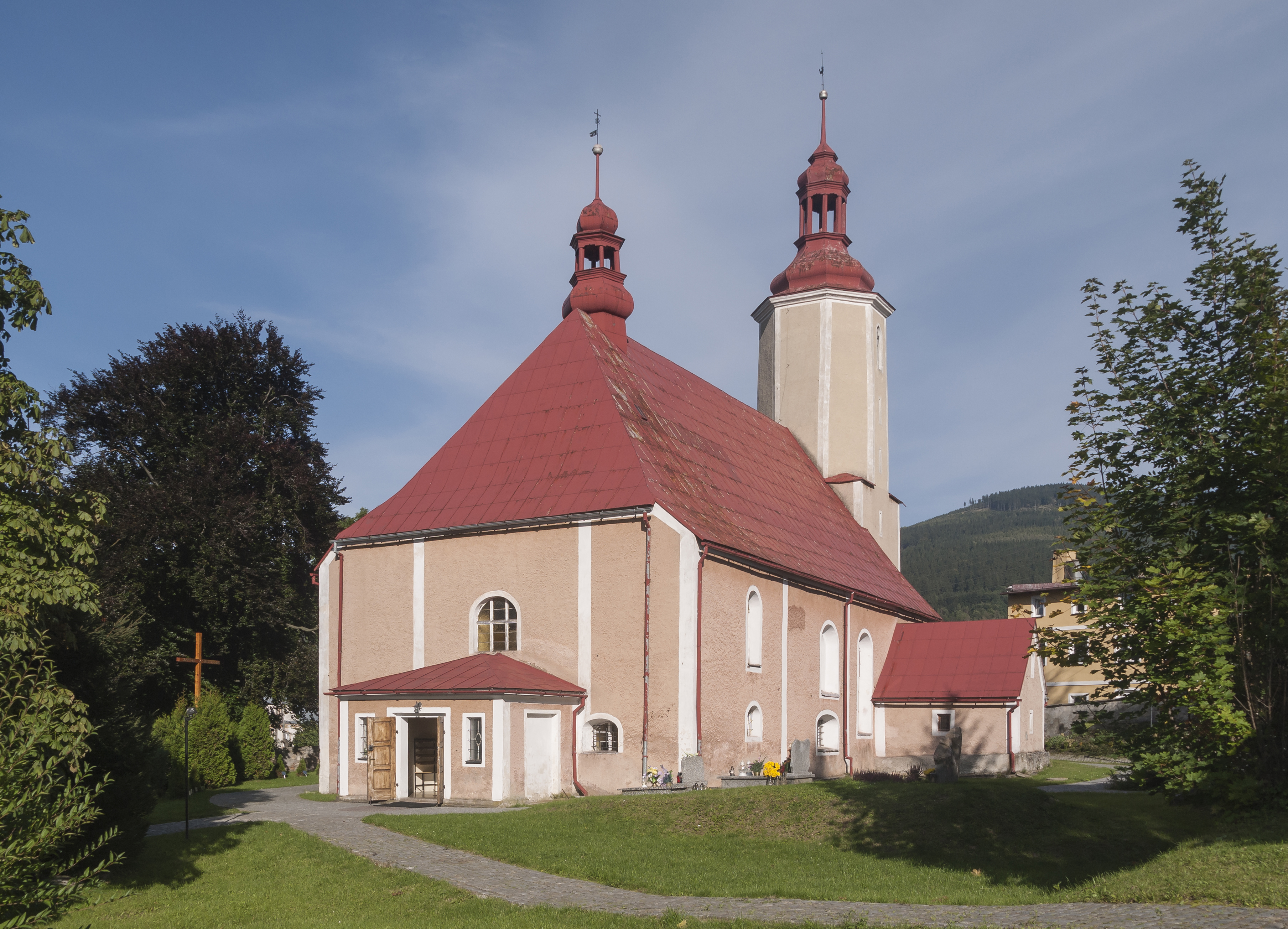
St.-Josefs-Kirche

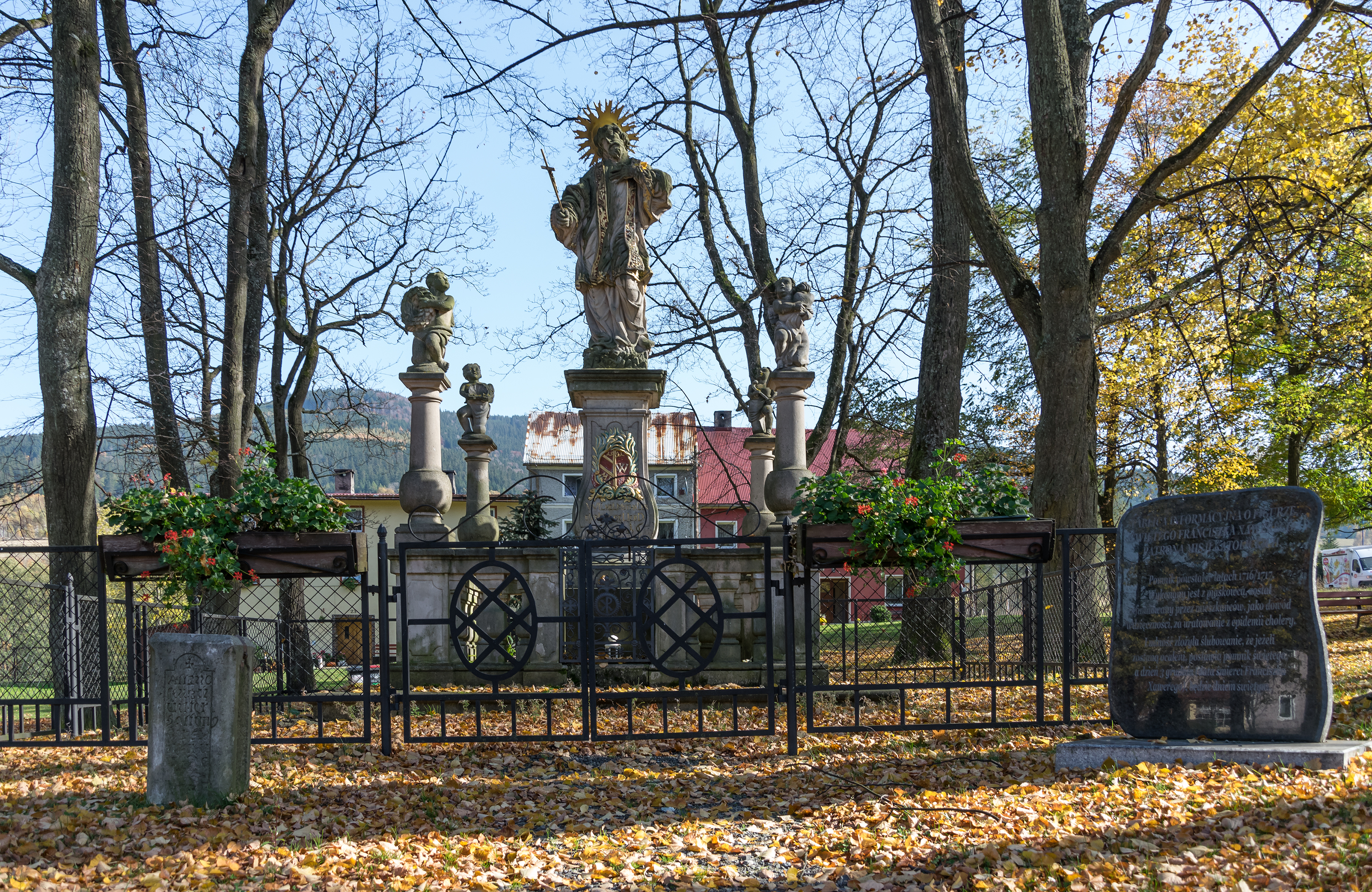
Bildstock mit dem hll. Franz Xaver

Bolesławów (deutsch Wilhelmsthal, auch Neustädtel, glätzisch s Neistaatla) ist ein Ort in der Stadt- und Landgemeinde Stronie Śląskie im Powiat Kłodzki der Woiwodschaft Niederschlesien in Polen. Es liegt zehn Kilometer südlich von Lądek-Zdrój (Bad Landeck).

## Geographie
Bolesławów liegt im Südosten des Glatzer Kessels zwischen dem Glatzer Schneegebirge (polnisch Masyw Śnieżnika) und dem Bielengebirge (Góry Bialskie). Nachbarorte sind Stara Morawa (Altmohrau) im Norden, Młynowiec (Mühlbach) im Nordosten, Nowa Morawa (Neumohrau) und Kamienica (Kamnitz) im Süden und Kletno (Klessengrund) im Westen. In Bolesławów vereinigen sich die Flüsse Morawka (Mohrau) und Kamienica (Kamnitz), die bei Strachocin (Schreckendorf) in die Biele (Biała Lądecka) münden. Wenige Kilometer südlich verläuft die Landesgrenze zu Tschechien.

## Geschichte
Am 24. März 1578 erließ der böhmische Landesherr Rudolf II. eine Bergwerksordnung für die Grafschaft Glatz. Zugleich genehmigte er dem böhmischen Oberstmünzmeister und Kaiserlichen Rat Wilhelm d. Ä. von Oppersdorf die Anlage einer Siedlung im landesherrlichen Forst „Im Grund“ und im „Klessengrund“ südlich von Seitenberg. Mit der Siedlung sollte Wohnraum für die Bergleute der umliegenden Silber- und Eisenerzbergwerke geschaffen werden. Zugleich wurde auch das Dorf Johannesberg angelegt. In den nächsten Jahren folgten Altmohrau, Mühlbach, Kamnitz, Klessengrund u. a. Alle Siedlungen entstanden auf landesherrlichem Forstgrund, der zunächst gerodet werden musste.
Wilhelmsthal wurde 1581 wegen des aufblühenden Eisenbergbaus und der Silberfunde als Freie Bergstadt gegründet und nach dem Vornamen des Gründers benannt. Bereits ein Jahr später wurde ein Bergamt errichtet, dem Bergmeister Paul Hautschel vorstand. 1584 erteilte Rudolph II. dem Ort verschiedene Privilegien, zu denen u. a. das Führen eines Wappens, ein Wochenmarkt und zwei Jahrmärkte gehörten. Die Bewohner waren stets frei von der Erbuntertänigkeit. 1613 wurde eine Kornmühle errichtet. Das Privileg des Braurechts wurde nach dem Ständeaufstands in Böhmen 1618 eingezogen und erst 1640 wieder erteilt. Nach der Schlacht am Weißen Berg 1622 und der Rückeroberung von Glatz 1623 durch die Kaiserlichen wurde die Rekatholisierung durchgeführt. Schon im Dreißigjährigen Krieg kam der nicht mehr ergiebige Silberbergbau weitgehend zum Erliegen.
Bis 1684 war Wilhelmsthal Kammergut. In diesem Jahr verkaufte Kaiser Leopold I. zur Bestreitung der Türkenkriege mehrere Kammerdörfer in der Grafschaft Glatz. Die im Landecker Distrikt gelegenen Kammerdörfer erwarb der Glatzer Landeshauptmann Michael Wenzel von Althann. Nachfolgend bildete er aus diesen Ortschaften die Herrschaft Seitenberg. Nach dessen Tod 1686 erbte die Herrschaft Seitenberg, die nicht zum Majoratsgut gehörte, seine Witwe Anna Maria von Aspremont-Lynden. Von dieser erbte sie deren Sohn, der Waitzener Bischof, Kardinal Michael Friedrich von Althann, der sie 1733, ein Jahr vor seinem Tode, dem Reichsgrafen Georg Olivier von Wallis verkaufte. 1739 übertrug Kaiser Karl VI. in seiner Eigenschaft als König von Böhmen der Stadt Wilhelmsthal die Obergerichtsbarkeit über alle Einwohner.
Nach dem Ersten Schlesischen Krieg 1742 und endgültig mit dem Hubertusburger Frieden 1763 kam Wilhelmsthal zusammen mit der Grafschaft Glatz an Preußen. Großen Schaden richtete am 26. Dezember 1763 eine Feuersbrunst an, bei der am Ring acht Häuser abbrannten. 1783 verkaufte Stephan Olivier von Wallis die von seinem Vater ererbten Güter dem Friedrich Wilhelm Graf von Schlabrendorf auf Hassitz und Stolz. Dieser veräußerte die Herrschaft Seitenberg 1789 dem königlichen Justizrat Franz Bernhard von Mutius auf Altwasser und Gellenau.
Für Anfang des 19. Jahrhunderts sind nachgewiesen: eine Pfarrkirche, ein Pfarrhaus, eine Schule, eine Brauerei sowie 65 Privat- und Bürgerhäuser, in denen 385 Menschen lebten. Die Stadt bestand zu dieser Zeit aus dem Ring und drei Gassen (Nieder- oder Landecker Gasse, Küh- oder Mährische Gasse und Wassergasse).
Nach der Neugliederung Preußens gehörte die Stadtgemeinde Wilhelmsthal ab 1815 zur Provinz Schlesien und war zunächst dem Landkreis Glatz und ab 1818 dem Landkreis Habelschwerdt eingegliedert, mit dem sie bis 1945 verbunden blieb. Ab 1838 gehörte Wilhelmsthal zusammen mit der Herrschaft Seitenberg Marianne Prinzessin der Niederlande. Durch den Niedergang des Silberbergbaus ging die wirtschaftliche Bedeutung von Wilhelmsthal zurück, weshalb es 1892 seine Stadtrechte zurückgab und zu einer Landgemeinde abgestuft wurde. Im selben Jahr wurde der Amtsbezirk Wilhelmsthal gebildet, zu dem die Landgemeinden Kamnitz, Klessengrund, Neu Mohrau und Wilhelmsthal gehörten. 1939 wurden 583 Einwohner gezählt. Letzter Eigentümer war Prinz Friedrich Heinrich Prinz von Preußen.
Als Folge des Zweiten Weltkriegs fiel Wilhelmsthal 1945 wie fast ganz Schlesien an Polen und wurde in Bolesławów umbenannt. Die deutsche Bevölkerung wurde vertrieben. Die neu angesiedelten Bewohner waren teilweise Zwangsumgesiedelte aus Ostpolen, das an die Sowjetunion gefallen war. Wegen der abgelegenen Lage verließen viele Bewohner Bolesławów wieder. Um 1967 wohnten lediglich etwa 86 Personen dort. 1975–1998 gehörte Bolesławów zur Woiwodschaft Wałbrzych (Waldenburg).

## Sehenswürdigkeiten
- Katholische Pfarrkirche St. Joseph (Kościół pw. św. Józefa Oblubieńca): Die 1598 für die Bergleute erbaute kleine Holzkirche diente bis 1623 als evangelisches Gotteshaus. Sie wurde 1672 wegen Baufälligkeit abgetragen und an ihrer Stelle 1672–1675 ein neues Gotteshaus mit dem Patrozinium St. Josef errichtet. Der Hauptaltar stammt aus dem Jahre 1710. Der Johannes-Nepomuk-Altar sowie die Skulptur des hl. Josef im Hauptaltar werden Michael Klahr d. Ä. zugeschrieben. Das Deckengemälde schuf 1906 der Landecker Maler Wilhelm Reinsch.
- Die steinerne Ölberggruppe südlich der Kirche wurde 1832 aufgestellt. Die Figuren stellen Christus mit dem Engel und drei schlafende Jünger am Ölberg dar.[3]
- Die Säule mit dem hl. Franz Xaver wurde 1717 zum Gedenken an die Pestopfer von 1680 und 1713 errichtet. Der Sockel ist mit Reliefs verziert, die die Symbole des Todes und der Vergänglichkeit zeigen.

## Persönlichkeiten
- Felix Jud (1899–1985), Buchhändler und NS-Gegner
- Wolfgang Vogel (1925–2008), Rechtsanwalt und Unterhändler der DDR beim Freikauf politischer Häftlinge